# رابرت پاتریک
رابرت هموند پاتریک (انگلیسی: Robert Hammond Patrick؛ زادهٔ ۵ نوامبر ۱۹۵۸) بازیگر آمریکایی است. او برای به تصویر کشیدن شخصیت‌های شرور و مقتدر شهرت دارد و یک جایزهٔ ساترن نیز کسب کرده‌است. او برای بازی در نقش تی-۱۰۰۰ در فیلم اکشن نابودگر ۲: روز داوری (۱۹۹۱) به شهرت رسید. منتقدان شخصیت تی-۱۰۰۰ را به‌عنوان «یکی از هیولاهای بزرگ سینما»، هم به خاطر بازی پاتریک و هم به دلیل ترکیب ماهرانه جلوه‌های ویژه‌ای که برای درک توانایی‌های تغییر شکل او به کار می‌رفت، تحسین کردند.

## گزیدهٔ فیلم‌شناسی

### فیلم
| سال  | عنوان                          |
| ---- | ------------------------------ |
| ۱۹۹۰ | جان‌سخت ۲                       |
| ۱۹۹۱ | نابودگر ۲: روز داوری           |
| ۱۹۹۲ | جهان وین                       |
| ۱۹۹۳ | آخرین قهرمان اکشن              |
| ۱۹۹۴ | دو اژدها                       |
| ۱۹۹۴ | هنگ کنگ '۹۷                    |
| ۱۹۹۶ | تی۲ سه بعدی: نبرد در میان زمان |
| ۱۹۹۶ | رقص برهنه                      |
| ۱۹۹۷ | هکس                            |
| ۱۹۹۷ | سرزمین پلیس                    |
| ۱۹۹۸ | کادر آموزشی                    |
| ۱۹۹۹ | از گرگ‌ومیش تا سحر ۲: دیه تگزاس |
| ۲۰۰۰ | همه اسب‌های زیبا                |
| ۲۰۰۱ | رنجرهای تگزاس                  |
| ۲۰۰۱ | بچه‌های جاسوس                   |
| ۲۰۰۲ | استخدام                        |
| ۲۰۰۲ | پادزهر                         |
| ۲۰۰۳ | فرشتگان چارلی: زدن به سیم آخر  |
| ۲۰۰۴ | نردبان ۴۹                      |
| ۲۰۰۵ | سوپر کراس                      |
| ۲۰۰۵ | سربه‌راه باش                    |
| ۲۰۰۶ | دیوار آتش                      |
| ۲۰۰۶ | تفنگدار دریایی                 |
| ۲۰۰۶ | پرچم‌های پدران ما               |
| ۲۰۰۶ | ما مارشال هستیم                |
| ۲۰۰۷ | پلی به‌سوی ترابیتیا             |
| ۲۰۰۷ | توپ‌های خشم                     |
| ۲۰۰۸ | بزن بریم ماه                   |
| ۲۰۰۸ | خیابان تنهایی                  |
| ۲۰۰۹ | کالبدگشایی                     |
| ۲۰۰۹ | مردانی که به بزها خیره می‌شوند  |
| ۲۰۱۲ | خانه امن                       |
| ۲۰۱۲ | مشکلی با منحنی                 |
| ۲۰۱۲ | ماشین جین منسفیلد              |
| ۲۰۱۳ | جوخه گانگستر                   |
| ۲۰۱۳ | لاولیس                         |
| ۲۰۱۳ | دزد هویت                       |
| ۲۰۱۴ | عشق بی‌پایان                    |
| ۲۰۱۴ | پیغام‌رسان را بکش               |
| ۲۰۱۴ | جاده درون                      |
| ۲۰۱۴ | همه چیز از من بپرس             |
| ۲۰۱۵ | گم‌شدگان تاریکی                 |
| ۲۰۱۷ | الوییز                         |
| ۲۰۱۷ | آخرین خشم                      |
| ۲۰۱۸ | جاده فرعی                      |
| ۲۰۱۹ | رز سمی                         |
| ۲۰۱۹ | قوش اوج‌گیرنده                  |
| ۲۰۱۹ | رختشویگاه                      |
| ۲۰۲۰ | دزد صادق                       |
| ۲۰۲۱ | خدانشناس                       |
| ۲۰۲۱ | محافظ                          |
| ۲۰۲۴ | سگ‌های جنگ                      |

### تلویزیون
| سال       | عنوان                           |
| --------- | ------------------------------- |
| ۱۹۸۹      | د نیو لسی                       |
| ۱۹۹۲      | قصه‌هایی از سردابه               |
| ۱۹۹۶      | سوپرمن: مجموعه پویانمایی        |
| ۲۰۰۰      | سوپرانوز                        |
| ۲۰۰۰–۲۰۰۲ | پرونده‌های ایکس                  |
| ۲۰۰۳      | نخستین مرگ                      |
| ۲۰۰۵      | لاست                            |
| ۲۰۰۵      | داک داجرز                       |
| ۲۰۰۵      | نظم و قانون: واحد قربانیان ویژه |
| ۲۰۰۶      | بن ۱۰                           |
| ۲۰۰۶–۲۰۰۹ | یگان                            |
| ۲۰۰۷–۲۰۰۸ | آواتار: آخرین بادافزار          |
| ۲۰۰۸      | د بتمن                          |
| ۲۰۰۹      | بابای آمریکایی!                 |
| ۲۰۰۹      | ان‌سی‌آی‌اس                        |
| ۲۰۱۰      | غیب‌گو                           |
| ۲۰۱۰      | چاک                             |
| ۲۰۱۰      | مهره سوخته                      |
| ۲۰۱۱      | عشق بزرگ                        |
| ۲۰۱۲–۲۰۱۴ | خون حقیقی                       |
| ۲۰۱۳–۲۰۱۴ | فرزندان آشوب                    |
| ۲۰۱۴      | اجتماع                          |
| ۲۰۱۴–۲۰۱۸ | اسکورپیون                       |
| ۲۰۲۱      | مردگان متحرک                    |
| ۲۰۲۱      | مک‌گیور                          |
| ۲۰۲۱      | جالوت                           |
| ۲۰۲۲      | پیس‌میکر                         |

| ۲۰۲۴ ریچر